# Cecilia Gauna
Cecilia Gauna (* in Buenos Aires) ist eine argentinische Sängerin und Komponistin.

## Leben
Gauna studierte Klavier bei Ines Gómez Carrillo, Harmonielehre bei Sergio Hualpa und Juan Carlos Cirigliano sowie Gesang bei Noemí Souza, Renate Parussel, José Luis Sarré und Marcela Pietrokovsky. Sie unterrichtet Gesang am Conservatorio Provincial Juan José Castro.
Mit dem Komponisten und Schriftsteller Eduardo Abel Giménez bildete Gauna das Duo El perof, für das beide komponierten, und sie wurde Mitglied des Quartetts Melodías de Hollywood. Später trat sie in das Ensemble für alte Musik Música Ficta ein, bildete ein Jazzduo mit dem Gitarristen Ricardo Wolanski, wurde Sängerin der Rockband Zona Tribunal und für kurze Zeit Mitglied des Chores des Teatro Colón. Weiterhin trat sie mit Musikern wie Jairo, Mercedes Sosa, Valeria Lynch, Ariel Ramírez, Néstor Marconi, Juan Alberto Pugliano und Leo Sujatovich auf. Sie beteiligte sich am Zyklus Vamos a la Opera der Fundacion Konex und trat als Zarzuela-Sängerin am Teatro Avenida auf.
Seit 2004 wandte sich Gauna verstärkt der Komposition zu und vertonte Gedichte lateinamerikanischer Dichterinnen. 2006 erschien ihr erstes Album Non Stop unter der musikalischen Leitung von Mariano Agustín Fernández. Im Jahr 2010 folgte das zweite Album Aliento mit eigenen Kompositionen und Texten.